# تاداسونی
تاداسونی (به ایتالیایی: Tadasuni) یک کومونه در ایتالیا است که در استان اریستانو واقع شده‌است.

## خصوصیات
تاداسونی ۴٫۶ کیلومترمربع مساحت و ۱۸۷ نفر جمعیت دارد و ۱۸۰ متر بالاتر از سطح دریا واقع شده‌است.